# Манастир (Переворський повіт)
Манастир (пол. Manasterz) — село в Польщі, у гміні Яворник-Польський Переворського повіту Підкарпатського воєводства, над  річкою Млєчкою і її лівою притокою потоком Гусівським..
Населення — 905 осіб (2011).

## Історія
Назва села носить виразно українське походження, однак документальних свідчень щодо культової споруди не збереглося.
Натомість при археологічних розкопках виявлено рештки селища з VII ст. і рештки будівель XIII ст. у вигляді напівземлянок 4х4 м з мурованою піччю в куті.
Після анексії в 1434 р. Галичини поляками місцеве українське населення лівобережного Надсяння півтисячоліття піддавалось інтенсивній латинізації та полонізації, зокрема вже в 1452 р. збудували костел.
На 1900 р. в селі ще було 6 греко-католиків, які ходили до церкви аж у Бібрці (належала до парафії Кречовичі Канчуцького деканату Перемишльської єпархії). Натомість західний присілок Ріки належав до парафії Тарнавка Каньчузького деканату Перемишльської єпархії. В 1904 р. прокладена вузькоколійна залізниця Переворськ—Динів зі станцією в селі.
У 1939 р. село належало до грекокатолицької парафії Каньчуга Лежайського деканату Перемишльської єпархії. Адміністративно село входило до ґміни Монастир Переворського повіту Львівського воєводства.
У 1975-1998 роках село належало до Перемишльського воєводства.

## Демографія
Демографічна структура станом на 31 березня 2011 року:
|          | Загалом | Допрацездатний вік | Працездатний вік | Постпрацездатний вік |
| -------- | ------- | ------------------ | ---------------- | -------------------- |
| Чоловіки | 439     | 63                 | 315              | 61                   |
| Жінки    | 466     | 73                 | 259              | 134                  |
| Разом    | 905     | 136                | 574              | 195                  |